# Sóc bay Namdapha
Sóc bay Namdapha, tên khoa học Biswamoyopterus biswasi, là một loài động vật có vú trong họ Sóc, bộ Gặm nhấm. Loài này được Saha mô tả năm 1981.